# Catostomus ardens
Espèce
Statut de conservation UICN

 LC  : Préoccupation mineure
Le Surgeon de l'Utah (Catostomus ardens) est un poisson de la famille des Catostomidae présent en Amérique du Nord.

## Habitat
Ce surgeon est présent en Utah et dans le cours supérieur de la rivière Snake à l'ouest de l'Amérique du Nord. Le poisson est par exemple présent dans le lac Utah et dans le parc national de Grand Teton.

## Description
Le Surgeon est de couleur noirâtre avec quelques tâches. Il a également des bandes rosâtres sur ses flancs alors que son ventre est plutôt de couleur blanchâtre. Ce poisson peut atteindre une taille de 65 centimètres. One le trouve aussi bien dans des lacs que dans des rivières, dans des eaux chaudes à froides et dont le fond est recouvert de boues ou de rochers. Il apprécie toutefois les zones où de la végétation est présente à proximité de l'eau.